# Granite Shoals
Granite Shoals es una ciudad ubicada en el condado de Burnet en el estado estadounidense de Texas. En el Censo de 2010 tenía una población de 4.910 habitantes y una densidad poblacional de 334,64 personas por km².

## Geografía
Granite Shoals se encuentra ubicada en las coordenadas 30°35′23″N 98°22′39″O / 30.58972, -98.37750. Según la Oficina del Censo de los Estados Unidos, Granite Shoals tiene una superficie total de 14.67 km², de la cual 11.7 km² corresponden a tierra firme y (20.25%) 2.97 km² es agua.

## Demografía
Según el censo de 2010, había 4.910 personas residiendo en Granite Shoals. La densidad de población era de 334,64 hab./km². De los 4.910 habitantes, Granite Shoals estaba compuesto por el 78.17% blancos, el 1.38% eran afroamericanos, el 1.2% eran amerindios, el 0.31% eran asiáticos, el 0.02% eran isleños del Pacífico, el 16.64% eran de otras razas y el 2.28% pertenecían a dos o más razas. Del total de la población el 45.25% eran hispanos o latinos de cualquier raza.